# Вакейруш (Сантарен)
Вакейруш (порт. Vaqueiros) — район (фрегезия) в Португалии, входит в округ Сантарен. Является составной частью муниципалитета Сантарен. Входит в экономико-статистический субрегион Лезирия-ду-Тежу, который входит в Рибатежу. Население составляет 31 700 человек на 2001 год. Занимает площадь 3,54 км².